# Join the Joyride! World Tour 1991/92
Join the Joyride! World Tour 1991/92 – czwarta trasa koncertowa zespołu Roxette.
W jej trakcie odbyło się 89 koncertów. Zaplanowane osiem koncertów w Warszawie i Katowicach zostało odwołanych. Koncerty zostały obejrzane przez 1,7 mln osób.

## Setlista
1. Hotblooded
2. Dangerous
3. Fading Like a Flower (Every Time You Leave)
4. Church of Your Heart
5. Sleeping Single
6. Spending My Time
7. Watercolours in the Rain
8. Paint
9. Knockin' on Every Door
10. Dance Away
11. The Big L.
12. Things Will Never Be the Same
13. It Must Have Been Love
14. Dressed for Success
15. Soul Deep
16. The Look

Bis
1. (Do You Get) Excited?
2. Joyride

Bis 2
1. Listen to Your Heart
2. Perfect Day

### Koncerty
1. 4 października 1991 - Ahoy, Rotterdam, The Ne
2. 5 października 1991 - Sporthalle, Hamburg - Niemcy
3. 6 października 1991 - Music Hall, Hannover - Niemcy
4. 7 października 1991 - Philipshalle, Düsseldorf - Niemcy
5. 8 października 1991 - Olympiahalle, Munich - Niemcy
6. 9 października 1991 - Hallenstadion, Zurych - Niemcy
7. 11 października 1991 - Ostseehalle, Kiel - Niemcy
8. 12 października 1991 - Grugahalle, Essen - Niemcy
9. 13 października 1991 - Festhalle, Frankfurt - Niemcy
10. 15 października 1991 - Forest National, Bruksela - Belgia
11. 17 października 1991 - N.E.C., Birmingham - Wielka Brytania
12. 18 października 1991 - Ingleston, Edynburg - Wielka Brytania
13. 19 października 1991 - Wembley Arena, Londyn - Wielka Brytania
14. 20 października 1991 - Wembley Arena, Londyn - Wielka Brytania
15. 21 października 1991 - nieznane miejsce, Paryż - Francja
16. 22 października 1991 - nieznane miejsce, Miluza - Francja
17. 24 października 1991 - Sporthalle, Linz - Austria
18. 25 października 1991 - Stadthalle, Vienna - Austria
19. 26 października 1991 - Olympia-eishalle, Innsbruck - Austria
20. 28 października 1991 - Deutschlandhalle, Berlin - Niemcy
21. 29 października 1991 - Deutschlandhalle, Berlin - Niemcy
22. 29 października 1991 - nieznane miejsce, Warszawa - Polska
23. 31 października 1991 - nieznane miejsce, Katowice - Polska
24. 1 listopada 1991 - Stadionsporthalle, Hannover - Niemcy
25. 1 listopada 1991 - nieznane miejsce, Praga - Republika Czeska
26. 2 listopada 1991 - Maimarkthalle, Mannheim - Niemcy
27. 3 listopada 1991 - nieznane miejsce, Budapeszt - Węgry
28. 4 listopada 1991 - nieznane miejsce, Zagrzeb - Jugosławia
29. 4 listopada 1991 - Sporthalle, Kolonia - Niemcy
30. 5 listopada 1991 - nieznane miejsce, Lublana - Słowenia
31. 5 listopada 1991 - nieznane miejsce, Rotterdam - Holandia
32. 8 listopada 1991 - Pabellon del Real Madrid, Real Madryt - Hiszpania
33. 9 listopada 1991 - Palacio de los Sportives, Barcelona - Hiszpania
34. 12 listopada 1991 - Festhalle, Lucerna - Szwajcaria
35. 13 listopada 1991 - Hallenstadion, Zurych] - Szwajcaria
36. 14 listopada 1991 - Hallenstadion, Zurych - Szwajcaria
37. 16 listopada 1991 - Westfalenhallen, Dortmund - Niemcy
38. 25 listopada 1991 - Entertainment Centre, Perth - Australia
39. 26 listopada 1991 - Entertainment Centre, Perth - Australia
40. 29 listopada 1991 - Entertainment Centre, Adelaide - Australia
41. 3 grudnia 1991 - Flinders Park, Melbourne - Australia
42. 4 grudnia 1991 - Flinders Park, Melbourne - Australia
43. 7 grudnia 1991 - Entertainment Centre, Sydney - Australia
44. 8 grudnia 1991 - Entertainment Centre, Sydney - Australia
45. 9 grudnia 1991 - Entertainment Centre, Sydney - Australia
46. 11 grudnia 1991 - Entertainment Centre, Brisbane - Australia
47. 13 grudnia 1991 - Entertainment Centre, Sydney - Australia
48. 14 lutego 1992 - PNE Pacific Coliseum, Vancouver, BC - Kanada
49. 15 lutego 1992 - Paramount Theatre, Seattle, WA - Stany Zjednoczone
50. 17 lutego 1992 - Olympic Saddledome, Calgary, ALB - Kanada
51. 18 lutego 1992 - Northlands Coliseum, Edmonton, ALB - Kanada
52. 20 lutego 1992 - Saskatchewan Place, Saskatoon, SAS - Kanada
53. 22 lutego 1992 - Winnipeg Arena, Winnipeg, MAN - Kanada
54. 23 lutego 1992 - Orpheum Theatre, Minneapolis, MN - Stany Zjednoczone
55. 25 lutego 1992 - Riviera Theatre, Chicago, IL, - Stany Zjednoczone
56. 26 lutego 1992 - Fox Theatre, Saint Louis, MO - Stany Zjednoczone
57. 28 lutego 1992 - Fox Theatre, Detroit, MI - Stany Zjednoczone
58. 29 lutego 1992 - Sewell Center Arena, Pittsburgh, PA - Stany Zjednoczone
59. 1 marca 1992 - Patriot Center, Fairfax, VA - Stany Zjednoczone
60. 3 marca 1992 - Maple Leaf Gardens, Toronto, ONT - Kanada
61. 4 marca 1992 - The Montreal Forum, Montreal QUE - Kanada
62. 5 marca 1992 - Beacon Theatre, Nowy Jork, NYU - Stany Zjednoczone
63. 7 marca 1992 - Orpheum Theatre, Boston, MA - Stany Zjednoczone
64. 8 marca 1992 - Tower Theatre, Upper Derby, PA - Stany Zjednoczone
65. 8 marca 1992 - nieznane miejsce, Filadelfia, PA - Stany Zjednoczone
66. 10 marca 1992 - Fox Theatre, Atlanta, GA - Stany Zjednoczone
67. 11 marca 1992 - nieznane miejsce, Memphis, TN - Stany Zjednoczone
68. 12 marca 1992 - Back Alley, Houston, TX - Stany Zjednoczone
69. 13 marca 1992 - Six Flags Over Texas, Dallas, TX, Stany Zjednoczone
70. 15 marca 1992 - Mesa Amphitheatre, Mesa, AZ - Stany Zjednoczone
71. 17 marca 1992 - Spreckels Theatre, San Diego, CA - Stany Zjednoczone
72. 18 marca 1992 - Warfield Theatre, San Francisco, CA - Stany Zjednoczone
73. 20 marca 1992 - Universal Amphitheatre, Universal City, CA - Stany Zjednoczone
74. 21 marca 1992 - Universal Amphitheatre, Universal City - Stany Zjednoczone
75. 25 marca 1992 - Auditorio National, Meksyk - Meksyk
76. 26 marca 1992 - Auditorio National, Meksyk - Meksyk
77. 21 kwietnia 1992 - Estadio Centenario, Montevideo - Urugwaj
78. 23 kwietnia 1992 - Estadio Defensores Del Chaco, Ascunsión - Paragwaj
79. 25 kwietnia 1992 - San Carlos Apoqindo, Santiago de Chile - Chile
80. 28 kwietnia 1992 - Club Atletico San Marin, Tucumán - Argentyna
81. 30 kwietnia 1992 - Estadio Cordoba, Cordoba - Argentyna
82. 2 maja 1992 - Vélez Sársfield, Buenos Aires - Argentyna
83. 3 maja 1992 - Velez Sarsfield, Buenos Aires - Argentyna
84. 6 maja 1992 - Giganthinto Arena, Porto Alegre - Brazylia
85. 9 maja 1992 - Praca da Apoteose, Rio de Janeiro - Brazylia
86. 12 maja 1992 - Ginasio Do Mineirihno, Belo Horizonte - Brazylia
87. 15 maja 1992 - Anhembi Parque, São Paulo - Brazylia